# Atrium Musicae de Madrid
Atrium Musicæ de Madrid fue un conjunto vocal e instrumental español dedicado a la interpretación de la música antigua. Fue fundado en Madrid, en 1964, por Gregorio Paniagua.
Entre los músicos que participaron en el conjunto podemos citar a Eduardo Paniagua, Luis Paniagua, Carlos Paniagua, Carmen Paniagua, Beatriz Amo, Cristina Úbeda, Pablo Cano, Begoña Olavide, Marcial Moreiras, Cristina García, Mariano Martín, Eugenio Urbina, Javier Coello, Máximo Pradera, Jacobo Durán-Loriga, Luis Delgado y Andreas Prittwitz.

## Discografía

### Álbumes propios
- 1968 - Las Cantigas de Santa María del Rey Alfonso X El Sabio (s. XII - XIII). Junto con la Capilla Musical y Escolanía de Santa Cruz del Valle de los Caídos. Colección de Música Antigua Española 1. Hispavox CDM 7 63591-2.
- 1968 - La Música en Cataluña hasta el siglo XIV.Junto con la Capilla Musical y Escolonía de Santa Cruz del Valle de los Caídos. Grabación hecha en el Monasterio de Silos. Parte de la música del disco es la del Llibre Vermell de Montserrat.Colección de Música Antigua Española 3.Hispavox CDM 5 65249-2.
- 1969 - Monodia Cortesana Medieval (s. XII-XIII) / Música Arabigo-Andaluza (s. XIII).Junto con la Orquesta Marroquí de Tetuán.Colección de Música Antigua Española 2.Hispavox CDM 7 65 331 2.
- 1970 - El Códice de las Huelgas (s. XII-XIV).Junto con el Coro de monjas del Monasterio cisterciense de Santa María la Real de las Huelgas.Colección de Música Antigua Española 5.Hispavox CDM 5 65 314-2.
- 1972 - Messe de Barcelone - Ars Nova du XIVe siècle.Harmonia Mundi HMU 10 033 (LP).
- 1976 - Musique Arabo-Andalouse.Harmonia Mundi 90389.
- 1976 - Tarantule - Tarentelle.Harmonia Mundi: "Musique d'Abord" 190379.
- 1976 - Mvsica Ivcvnda.También editado como L'Europe Joyeuse.Hispavox HHS 10-459.
- 1977 - Diego Ortiz: Recercadas.Harmonia Mundi HM2393 (2 LP)
- 1978 - Codex Glvteo.Hispavox s 60.007 (LP)[2]
- 1978 - Las Cantigas de Hita de Alfonso X, El Sabio (1230-1284) y los instrumentos musicales[3][4] en el "Libro de Buen Amor", del Arcipreste de Hita (s. XIV).Hispavox CDM 5 66057 2.
- 1979 - Thibaut de Navarre (1201-1253).

Harmonia Mundi HM 1016 (LP). 
- 1979 - Musique de la Grèce Antique.Harmonia Mundi: "Musique d'Abord" HMA 195 1015.
- 1979 - Música antigua aragonesa. III. Pasacalles y Pasaclaustros.Grabado en Estudios Sonoland. Madrid - septiembre de 1979.Chinchecle. Movieplay-Gong 17.1530-1.
- 1980 - Villancicos.Chansons populaires espagnoles des XVe et XVIe siècles.Harmonia Mundi: "Musique d'Abord" HMA 190 1025.
- 1980 - La Spagna.15th & 17th Century Spanish Variations.Bis CD-163.
- 1981 - Las Indias de España.Música precolombina de archivos del Viejo y Nuevo Mundo.Hispavox S90.463 (LP)
- 1982 - 'La Folía - De la Spagna.Grabado en Nostre Dame des Anges. Provenza. 1982.Harmonia Mundi HM 1050 - France.Victor Musical VIC-28079. Japón.

### Álbumes recopilatorios junto con otros grupos
- 1994 - 20 Obras del siglo XII al siglo XVII.Colección de Música Antigua Española.Hispavox CDZ 5 68382-2.
- 1994 - Canto antiguo español.EMI Classics (Spain) CMS 2 5 65467 2 (2 CD).
- 2007 - Les chemins de Compostelle.Virgin "Classics" 00946 9346602 8 (2 CD).